# Gojoe, le pont vers l'Enfer
Pour plus de détails, voir Fiche technique et Distribution.
Gojoe, le pont vers l'Enfer (五条霊戦記 GOJOE, Gojoe reisenki) est un film japonais réalisé par Sogo Ishii, sorti le 11 septembre 2000.

## Synopsis
Kyoto, XIIIe siècle : quiconque tente de franchir le pont de Gojoe durant la nuit est systématiquement décapité par ce qui semble être des fantômes, jusqu'aux patrouilles dépêchées par les autorités, tout autant décimées. Ignorant les avertissements de son maître, Kenkei, un ancien guerrier légendaire aujourd'hui reconverti en un pacifiste moine, s'est juré d'apprivoiser les démons de Gojoe. Il découvrira vite que ces prétendus fantômes sont en fait les trois derniers survivants d'un clan aux pouvoirs immenses, qui réclament le trône familial... L'affrontement est inéluctable.

## Fiche technique
- Titre : Gojoe, le pont vers l'Enfer
- Titre anglais : Gojoe
- Titre original : 五条霊戦記 GOJOE (Gojoe reisenki)
- Réalisation : Sogo Ishii
- Scénario : Sogo Ishii et Goro Nakajima
- Production : Takenori Sentō
- Musique : Hiroyuki Onogawa
- Photographie : Makoto Watanabe
- Montage : Shuichi Kakesu
- Pays d'origine : Japon
- Format : Couleurs - 1,85:1 - Dolby Digital - 35 mm
- Genre : Aventure, fantastique
- Durée : 138 minutes
- Dates de sortie :   
  - 11 septembre 2000 (festival de Toronto)
  - 7 octobre 2001 (Japon)
- Film interdit aux moins de 12 ans lors de sa sortie en France

## Distribution
- Tadanobu Asano : Shanao
- Masatoshi Nagase : Tetsukichi
- Daisuke Ryu : Benkei
- Masakatsu Funaki : Tankai
- Jun Kunimura : Suzaku-hougan
- Urara Awata : Asagiri
- Wui Sin Chong : Shoshinbo

## Récompenses
- Prix du meilleur second rôle masculin (Tadanobu Asano), lors des Hochi Film Awards 2000.